# Korrigum

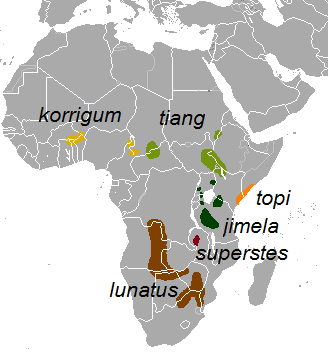
Gelb im Westen Arikas, das Verbreitungsgebiet des Korrigum

Die Korrigum (Damaliscus korrigum) ist eine Antilopenart aus dem Artkomplex der Leierantilopen. Sie kommt bzw. kam in Westafrika und im nördlichen Zentralafrika vor. Ursprünglich reichte das Verbreitungsgebiet vom südlichen Mauretaniens und dem Senegal bis in den südlichen Tschad oder den westlichen Sudan. In der ersten Hälfte des 20. Jahrhunderts ist das Korrigum aber aus dem größten Teil des ehemaligen Verbreitungsgebietes verschwunden und es gibt nur noch Restbestände in einigen Schutzgebieten in Burkina Faso, Benin und Niger, Kamerun, im südlichen Tschad und im Norden der Zentralafrikanischen Republik. In der ghanaischen Upper East Region gibt es noch einige Exemplare im Tal des Red Volta.

## Merkmale
Das Korrigum ist die größte Art der Leierantilopen. Es erreicht eine Schulterhöhe von 127 bis 132 Zentimeter und ein Gewicht von 122 bis 136 Kilogramm. Angaben zur Kopf-Rumpf-Länge liegen nicht vor. Das Fell ist rötlich-orange bis aschbraun gefärbt, wobei es am Rücken dunkler ist und an Brust und Bauch etwas heller ist. Der obere Bereich von Vorder- und Hinterläufen sind dunkelgrau. In der Mitte des Gesichts befindet sich eine schwarzgraue Blesse. Der Schädel ist relativ breit, die bei beiden Geschlechtern vorhandenen, wie eine Leier geformten Hörner sind relativ lang, kräftig und stark geringelt. An den Spitzen stehen sie näher zusammen als an der die ausladendsten Stelle. Die Hörner der Weibchen sind dünner als die der Männchen. Mit zunehmendem Alter nutzen sich die Hörner der Männchen deutlich ab, die Spitzen werden kurz und stumpf.

## Lebensraum und Lebensweise
Das Korrigum besiedelt Steppen und Savannen in den Großlandschaften Sudan und Sahel, normalerweise unterhalb einer Höhe von 1500 Metern. Bevorzugt werden Gegenden mit kniehohem Grass und angrenzenden Wäldern, wo die Tiere bei extremer Hitze Schatten suchen. Die Antilopen können sowohl am Tag als auch in der Nacht aktiv sein. Sie bevorzugen es aber tagsüber aktiv zu sein, da dann Raubtiere einfacher zu erkennen sind. Je nach Jahreszeit wechseln die Tiere zwischen trockeneren Steppen und Savannen. Das Korrigum ernährt sich fast ausschließlich von Gräsern. Während der Brunft sind die Männchen territorial. Weibchen leben in von den Männchen getrennten Herden. Bei großen Revieren bleibt eine Herde in der Regel in einem Bereich innerhalb des Reviers eines Männchens und bildet so praktisch den Harem des revierbildenden Männchens. Jungtiere werden am Ende der Trockenzeit geboren.

## Systematik
Das Korrigum wurde erstmals 1834 durch den irischen Naturforscher William Ogilby unter der Bezeichnung Antilope korrigum beschrieben. Die Gattung Damaliscus wurde 1894 durch die englischen Zoologen Philip Sclater und Oldfield Thomas eingeführt. Ursprünglich wurden verschiedene südlich der Sahara vorkommende Antilopenformen unter der wissenschaftlichen Bezeichnung Damaliscus lunatus (deutsch: Leierantilope) geführt. Im Jahr 2003 wurde mit dem Bangweulu-Sassaby (Damaliscus superstes) eine Art abgetrennt, unter dem Hinweis, dass die übrigen Unterarten ebenfalls neu bewertet werden müssten. Im Jahr 2011 wurden diese im Zuge einer Revision der Hornträger durch den australischen Mammalogen Colin Groves und seinen englischen Kollegen Peter Grubb ebenfalls auf den Artstatus verschoben, so dass die wissenschaftliche Bezeichnung Damaliscus lunatus nur noch für das südafrikanische Tsessebe gültig ist. Die Aufspaltung der Leierantilopen in verschiedene Arten wird jedoch nicht von allen Autoren anerkannt. Bei diesen ist das Korrigum weiterhin eine Unterart von Damaliscus lunatus.

## Gefährdung
Das Korrigum ist heute die seltenste der Leierantilopen. Nach Angaben der IUCN ist es stark gefährdet (endangered). Ursprünglich lebten zwischen Senegal und Tschad über 1.000.000 Exemplare. Der Gesamtbestand wurde 2016 auf nur noch 1850 bis 2650 Tiere geschätzt, davon 1300 bis 1850 ausgewachsene. Fast alle verbliebenen Korrigum leben in oder in den Randgebieten von Schutzgebieten, z. B. im Nationalpark W am Dreiländereck Burkina Faso, Benin, Niger oder im Waza-Nationalpark im Norden von Kamerun.